# Mesoginella ergastula
Mesoginella ergastula är en snäckart som först beskrevs av Dell 1953.  Mesoginella ergastula ingår i släktet Mesoginella och familjen Marginellidae. Inga underarter finns listade i Catalogue of Life.